# Галляаральский район
Галляаральский район (тума́н; узб. Gʻallaorol tumani / Ғаллаорол тумани) — район на западе Джизакской области Узбекистана. Административный центр — город Галляарал.

## История
Район был образован 29 сентября 1926 года. В 1943 году часть территории района был передана в новый Каракишлакский район 12 октября 1957 года Каракишлакский район был присоединён обратно к Галляаральскому.